# 三(二硫代草酸根)合二铁(II,III)酸四正丙基铵
三(二硫代草酸根)合二铁(II,III)酸四正丙基铵是一种配位化合物,化学式为[(nC3H7)4N][FeIIFeIII(dto)3]，其中dto为二硫代草酸根（C2O2S22−）。它可由KBa[FeIII(dto)3]·3H2O、FeCl2·4H2O和(C3H7)4NBr在抗坏血酸的存在下于甲醇-水（10:3）溶液中通过扩散法反应得到。它在120 K和7 K分别发生电荷转移相变与铁磁相变。